# Kroatisch zaalvoetbalteam (vrouwen)
Het Kroatisch zaalvoetbalteam voor vrouwen is een team van zaalvoetbalsters dat Kroatië vertegenwoordigt in internationale wedstrijden.

## Kroatië op het Europees kampioenschap
| Jaar   | Ronde               | Wed.                | W                   | G                   | V                   | D+                  | D+                  |
| ------ | ------------------- | ------------------- | ------------------- | ------------------- | ------------------- | ------------------- | ------------------- |
| 2019   | Niet gekwalificeerd | Niet gekwalificeerd | Niet gekwalificeerd | Niet gekwalificeerd | Niet gekwalificeerd | Niet gekwalificeerd | Niet gekwalificeerd |
| 2022   | Niet gekwalificeerd | Niet gekwalificeerd | Niet gekwalificeerd | Niet gekwalificeerd | Niet gekwalificeerd | Niet gekwalificeerd | Niet gekwalificeerd |
| 2023   | Kwalificatie gaande | Kwalificatie gaande | Kwalificatie gaande | Kwalificatie gaande | Kwalificatie gaande | Kwalificatie gaande | Kwalificatie gaande |
| Totaal | 0/2                 | 0                   | 0                   | 0                   | 0                   | 0                   | 0                   |